# لوسیا (اسطوره)
لوسیا (انگلیسی: Lucina) در دین در روم باستان، لوسینا عنوان یا لقب بود که به الهه یونو، و گاهی به دیانا، در نقش‌هایشان داده می‌شد. به عنوان الهه‌های زایمان که از زندگی زنان در حال زایمان محافظت می‌کردند.